# ماري زيمارمان
ماري زيمارمان (بالإنجليزية: Marie Zimmermann)‏ هي فنانة أمريكية، ولدت في 17 يونيو 1879، وتوفيت في 17 يونيو 1972.